# Vaccinium whiteanum
Vaccinium whiteanum är en ljungväxtart som beskrevs av Herman Otto Sleumer. Vaccinium whiteanum ingår i Blåbärssläktet, och familjen ljungväxter. Inga underarter finns listade i Catalogue of Life.